# 花鲃碘泡虫
花鲃碘泡虫（学名：Myxobolus capoeta）为碘泡科碘泡虫属的动物。在中国，分布于广东等，营寄生生活，寄生在条纹二须鲃的鳃。